# Paul Kronk
Paul Kronk (Toowoomba, 22 settembre 1954) è un ex tennista australiano.

## Carriera
In carriera ha vinto 7 titoli di doppio, di cui 5 con il connazionale David Carter. Nei tornei del Grande Slam ha ottenuto il suo miglior risultato raggiungendo le finali di doppio agli US Open nel 1976 e agli Australian Open nel 1978 e 1979.

## Statistiche

### Doppio

#### Vittorie (7)
| Numero | Anno | Torneo                                         | Superficie  | Compagno       | Avversari in finale              | Punteggio     |
| 1.     | 1980 | Palm Harbor Open, Palm Harbor                  | Cemento     | Paul McNamee   | Steve Docherty John James        | 6-4, 7-5      |
| 2.     | 1981 | Viña del Mar Open, Viña del Mar                | Terra rossa | David Carter   | Andrés Gómez Belus Prajoux       | 6-1, 6-2      |
| 3.     | 1981 | Mar del Plata Open, Mar del Plata              | Terra rossa | David Carter   | Ángel Giménez Jairo Velasco, Sr. | 6-7, 6-4, 6-0 |
| 4.     | 1981 | BMW Open, Monaco di Baviera                    | Terra rossa | David Carter   | Eric Fromm Shlomo Glickstein     | 6-3, 6-4      |
| 5.     | 1981 | Interwetten Austrian Open Kitzbühel, Kitzbühel | Terra rossa | David Carter   | Marko Ostoja Louk Sanders        | 7-6, 6-1      |
| 6.     | 1981 | Melbourne Indoor, Melbourne                    | Sintetico   | Peter McNamara | Sherwood Stewart Ferdi Taygan    | 3-6, 6-3, 6-4 |
| 7.     | 1982 | Lorraine Open, Metz                            | Sintetico   | David Carter   | Matt Doyle David Siegler         | 6-3, 7-6      |